# Tom Smith (maquillador)
Tom Smith (15 de agosto de 1920–3 de abril de 2009) fue un maquillador británico nominado al premio Óscar en 1982 en la categoría de mejor maquillaje por Gandhi. También fue reconocido por su trabajo en Raiders of the Lost Ark y Return of the Jedi.

## Filmografía selecta
- Indiana Jones and the Temple of Doom (1984)
- Return of the Jedi (1983)
- Gandhi (1982)
- Raiders of the Lost Ark (1981)
- The Shining (1980)
- A Bridge Too Far (1977)
- The Land That Time Forgot (1975)
- Sleuth (1972)
- The Horror of Frankenstein (1970)
- Anne of the Thousand Days (1969)
- The Haunting (1963)
- Around the World in Eighty Days (1956, sin acreditar)

## Premios y distinciones
Premios Óscar
| Año  | Categoría        | Película | Resultado |
| ---- | ---------------- | -------- | --------- |
| 1983 | Mejor maquillaje | Gandhi   | Nominado  |